# Benešov nad Černou
Benešov nad Černou (do roku 1948 Německý Benešov, německy Deutsch Beneschau) je obec na rozhraní Novohradských a Slepičích hor na říčce Černá (přítok Malše), v jihovýchodní části okresu Český Krumlov. Od okresního města je vzdálena 29 km. Nejbližšími městy jsou: Kaplice (11 km západně), Trhové Sviny (13 km severně) a Nové Hrady (15 km východně).
Historické jádro obce, která byla před polovinou 20. století městem, je od roku 1995 městskou památkovou zónou. Žije zde přibližně 1 400 obyvatel.

## Historie

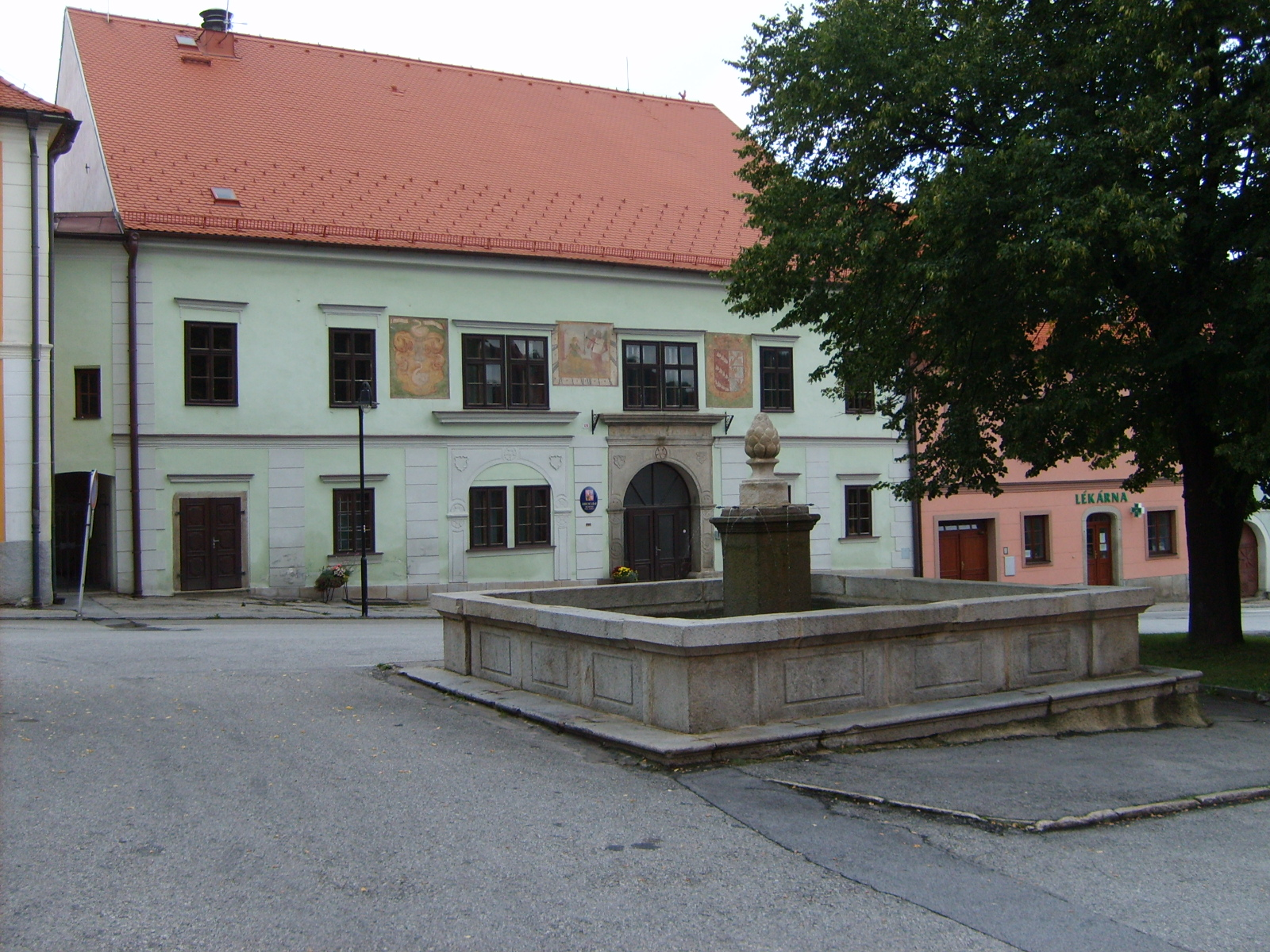
Renesanční radnice

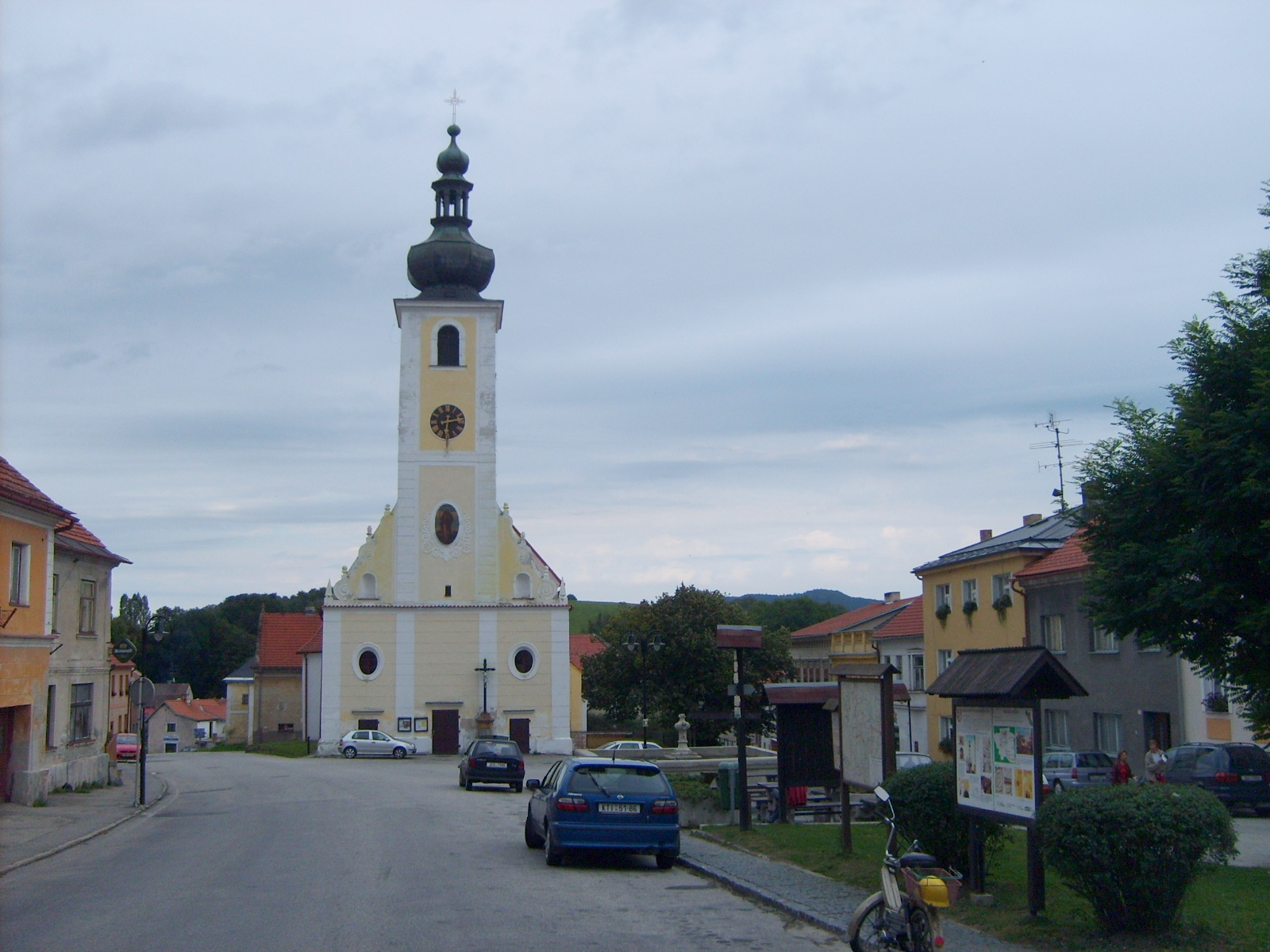
Kostel svatého Jakuba Většího

Vesnici založil v polovině 13. století Beneš z Michalovic a podle zakladatele také nese městečko již od založení své jméno. Poprvé je zmiňováno v roce 1332 v souvislosti s rozšířením zdejší kaple svatého Jakuba Většího na kostel nákladem Jindřicha z Velešína. V roce 1383 byl Benešov povýšen na městečko udělením městského práva města Mladé Boleslavi Janem III. z Michalovic. V roce 1387 odkoupili městečko i s okolím Rožmberkové a přičlenili ho k panství novohradskému.
V roce 1423 mu bylo Oldřichem z Rožmberka přiznáno mílové právo. Ve druhé polovině 16. století byl vystavěn nový pivovar (Jakubem Krčínem) a renesanční budova radnice (doložena roku 1553, přestavěna 1594). Za vlády rodu Švamberků získal právo vařit pivo a pořádat trhy. V červnu 1619 bylo městečko vypáleno uherským vojskem pod velením Dampierra.
Kolem roku 1770 byla založena Adrianem Battistou z Nizozemska železárna Gabriela, ve které roku 1851 Edwars Thomas zřídil první jihočeskou pudlovnu. Objekt hutě byl ve druhé polovině 19. století přestavěn na pilu. Později vznikly další podniky drobného průmyslu – knoflíkárna, sklárny, pily, hamry, hrnčířské dílny, atd. Začátkem 19. století pobýval na zdejším mlýně známý šumavský spisovatel Adalbert Stifter. V údolí Černé mu byl v roce 1936 vystavěn pomníček.
Po zrušení nevolnictví a vzniku okresů se stal Benešov od roku 1850 součástí okresu Nové Hrady, v roce 1868 okresu Kaplice. V roce 1881 byl Benešov povýšen na město a přejmenován na Německý Benešov. V té době ve městě žilo 1 394 obyvatel, všichni německé národnosti. V roce 1885 byla otevřena nová německá škola.

### Dvacáté století

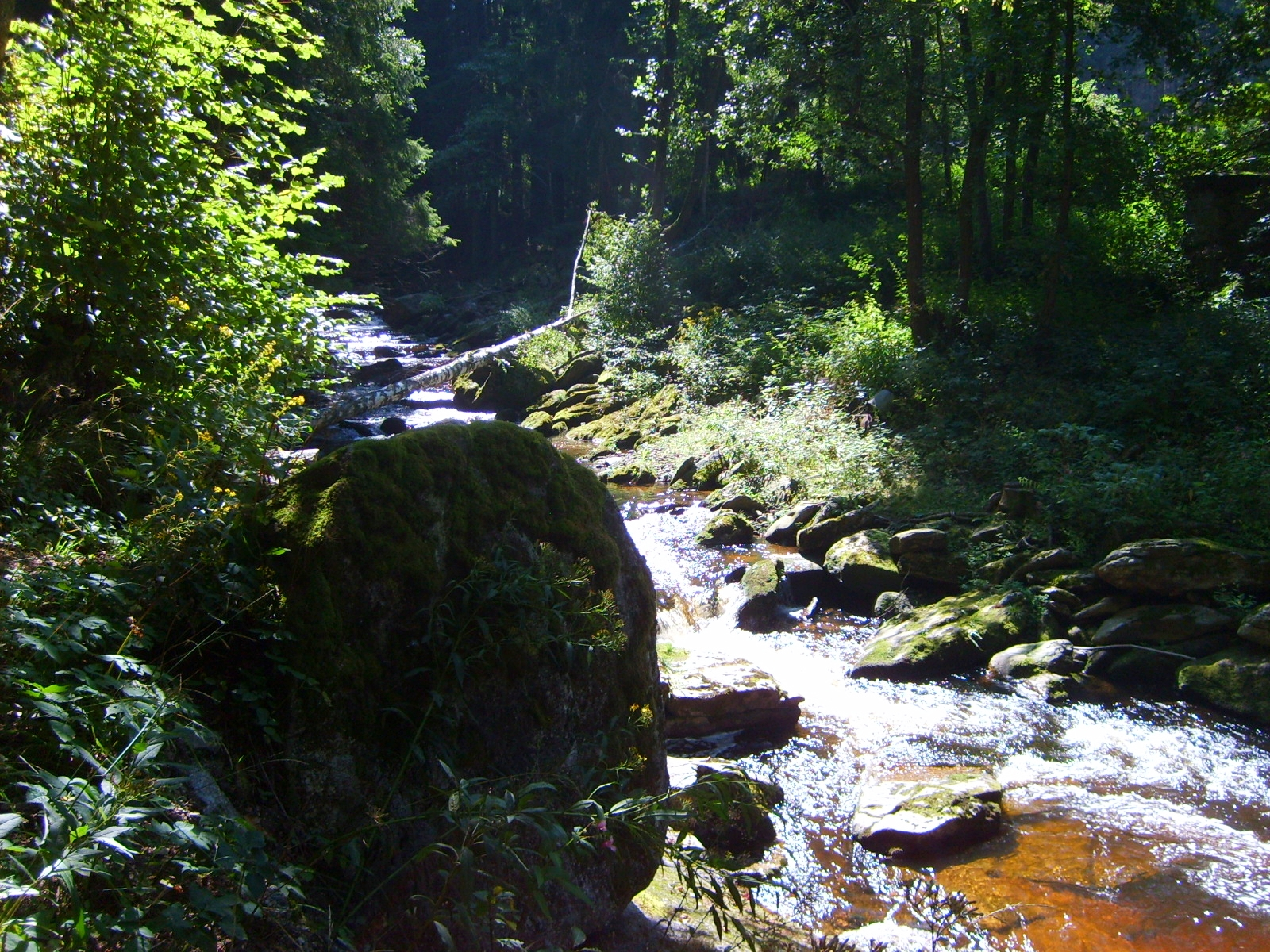
Říčka Černá u hutě Gabriela

Vznik Československé republiky v roce 1918 němečtí občané Benešova příliš neuvítali – protesty proti jejímu vzniku musela řešit armáda. Do roku 1925 se počet českých obyvatel tehdejšího města zvýšil na asi na sto, což tvořilo přibližně 6 % populace.
Dne 8. října 1938 se Benešov stal součástí Říše. Zdejší obyvatelé vítali nacisty s nadšením, s postupem války však opadlo. Dne 11. května 1945 do Benešova dorazila Rudá armáda. S vysídlením většiny místních Němců se změnil i název a status města. Od roku 1948 bylo přejmenováno na Benešov nad Černou, a od roku 1950 se stalo jenom obcí.
Noví dosídlenci přicházeli do Benešova jak z okolních českých vesnic (Soběnov, Besednice), tak i z daleké ciziny – rumunští Češi a Slováci. V roce 1949 bylo založeno jednotné zemědělské družstvo, které ale obdělávání zdejší horské půdy příliš nezvládalo a postupem času družstvo hospodářsky zaostávalo. Proto bylo od roku 1961 začleněno pod Státní statek Malonty.
V souvislosti se změnami územní správy se obec od 11. července 1960 stala součástí okresu Český Krumlov. Od roku 1964 probíhaly rozsáhlé integrace okolních menších obcí. Další vlny proběhly v letech 1976 a 1981. Největší rozlohy katastr obce dosahoval v letech 1981–1990, kdy byla jeho součástí také Pohorská Ves. Tehdy zabíral celkem 138 km².

### 21. století
Pro období od roku 1990 je v obci charakteristický prudký nárůst počtu obyvatel nejen vlivem relativně vysoké porodnosti, ale zejména kvůli přílivu velmi vysokého množství zahraničních dělníků do firmy BENTEX vyrábějící potahy do aut a součástky pro elektrotechniku. Přestože byla v posledních letech[kdy?] opravena většina památek i domů, jsou dodnes některé objekty v nepříliš dobrém technickém stavu. Vesnice je relativně často postihována povodněmi na říčce Černé – v letech 2002, 2005 a naposledy v září 2007.
Vlajka byla obci udělena rozhodnutím předsedkyně Poslanecké sněmovny Parlamentu České republiky dne 20. října 2022.
Ve městě se několikrát konala dobrovolnická brigáda SummerJob.[kdy?][zdroj?]

## Obyvatelstvo
| Rok            | 1869  | 1880  | 1890  | 1900  | 1910  | 1921  | 1930  | 1950  | 1961  | 1970  | 1980  | 1991  | 2001  | 2011  | 2021  |
| -------------- | ----- | ----- | ----- | ----- | ----- | ----- | ----- | ----- | ----- | ----- | ----- | ----- | ----- | ----- | ----- |
| Počet obyvatel | 4 336 | 4 517 | 4 626 | 4 701 | 4 579 | 4 209 | 3 631 | 1 764 | 1 767 | 1 441 | 1 246 | 1 150 | 1 237 | 1 404 | 1 442 |
| Počet domů     | 803   | 796   | 801   | 812   | 830   | 847   | 857   | 549   | 378   | 328   | 297   | 393   | 435   | 604   | 566   |

### Sčítání lidu 2001
- Počet obyvatel: 1 237
- Národnost:
  - česká : 76,8 %
  - slovenská : 12,5 %
  - ukrajinská : 4,9 %
  - německá : 1,5 %

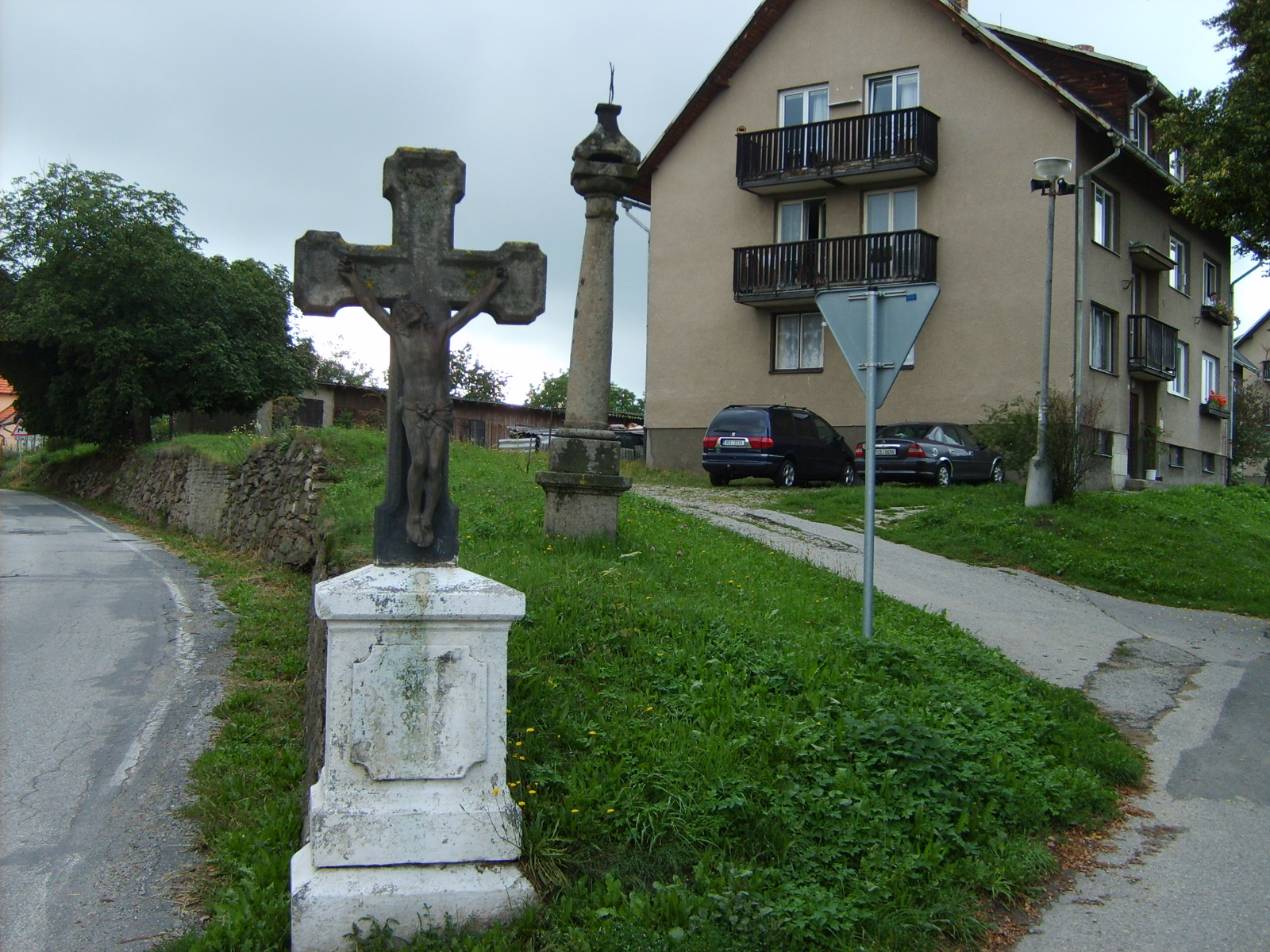
Boží muka v horní části obce (u bytovek)

- Náboženské vyznání: věřící : 42,0 % , z toho:
  - římskokatolická církev : 85,9 %
  - pravoslavná církev : 3,1 %
- Ekonomická aktivita: ekonomicky aktivní : 680 , z toho:
  - nezaměstnaní: 6,32 %
  - zaměstnaní v průmyslu: 51,5 %
  - ve stavebnictví: 9,9 %
  - v zemědělství: 6,2 %
  - ve školství a zdravotnictví: 5,3 %
  - v obchodu: 4,0 %

## Části obce
| Část obce          | Vzdálenost (km) | Rok připojení k obci | Dříve součástí obce |
| ------------------ | --------------- | -------------------- | ------------------- |
| Benešov nad Černou | ---             | ---                  | ---                 |
| Černé Údolí        | 6 Jv            | 1869                 | ---                 |
| Daleké Popelice    | 8 Sz            | 1976                 | Ličov               |
| Děkanské Skaliny   | 6 Sz            | 1976                 | Ličov               |
| Dluhoště           | 4 Z             | 1976                 | Ličov               |
| Hartunkov          | 3 V             | 1961                 | Hartunkov           |
| Klení              | 4 S             | 1961                 | Klení               |
| Kuří               | 1 J             | 1961                 | Kuří                |
| Ličov              | 4 Z             | 1976                 | Ličov               |
| Pusté Skaliny      | 8 Sz            | 1976                 | Ličov               |
| Valtéřov           | 3 Sv            | 1950                 | Valtéřov            |
| Velké Skaliny      | 7 Sz            | 1976                 | Ličov               |
| Velký Jindřichov   | 9 Jv            | 1950                 | Staré Hutě          |

## Doprava
Obcí prochází silnice II/154 z Třeboně přes Nové Hrady do Kaplice. Na ni v obci navazují silnice III. třídy např. do Trhových Svinů a Pohorské Vsi.

### Autobusy
- Kaplice – Benešov nad Černou – Pohorská Ves, Leopoldov (ČSAD Autobusy České Budějovice, prov. Kaplice)
- Trhové Sviny – Benešov nad Černou – (Pohorská Ves) – Kaplice (ČSAD JIHOTRANS prov. T. Sviny)
- Hranice – Nové Hrady – Benešov nad Černou (ČSAD JIHOTRANS prov. T. Sviny)

## Pamětihodnosti

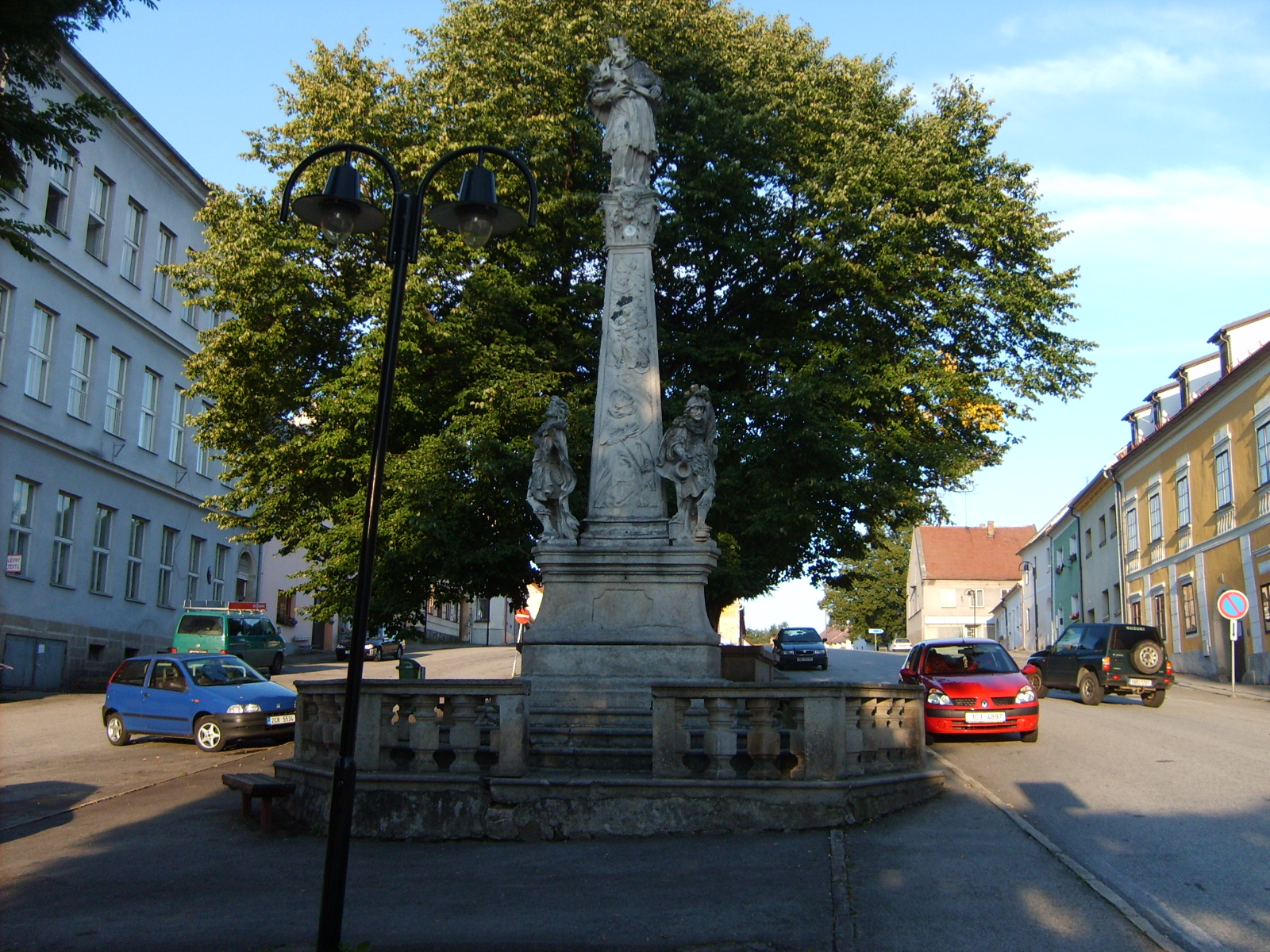
Barokní sousoší na náměstí

- Kostel svatého Jakuba Většího – nejvýznamnější památka, dominanta obce. Původně gotický kostel barokně přestavěn v 17. století.
- Radnice na náměstí – renesanční budova z roku 1570
- Dům čp. 125 na náměstí – dům sousedící s radnicí. Původně dva gotické domy spojené v jeden. Vybudovány byly ve 14. století, v roce 1579 byla dokončena jejich renesanční přestavba.
- Kašny na náměstí
- Vodní mlýn – technická památka v údolí Černé
- Fara
- Morový sloup se sochou sv. Jana Nepomuckého na náměstí – vystavěno v roce 1726 v barokním slohu. Reliéfy sv. Dominika, Leonarda a Václava a sochy sv. Šebestiána, Floriána a Rocha

## Osobnosti

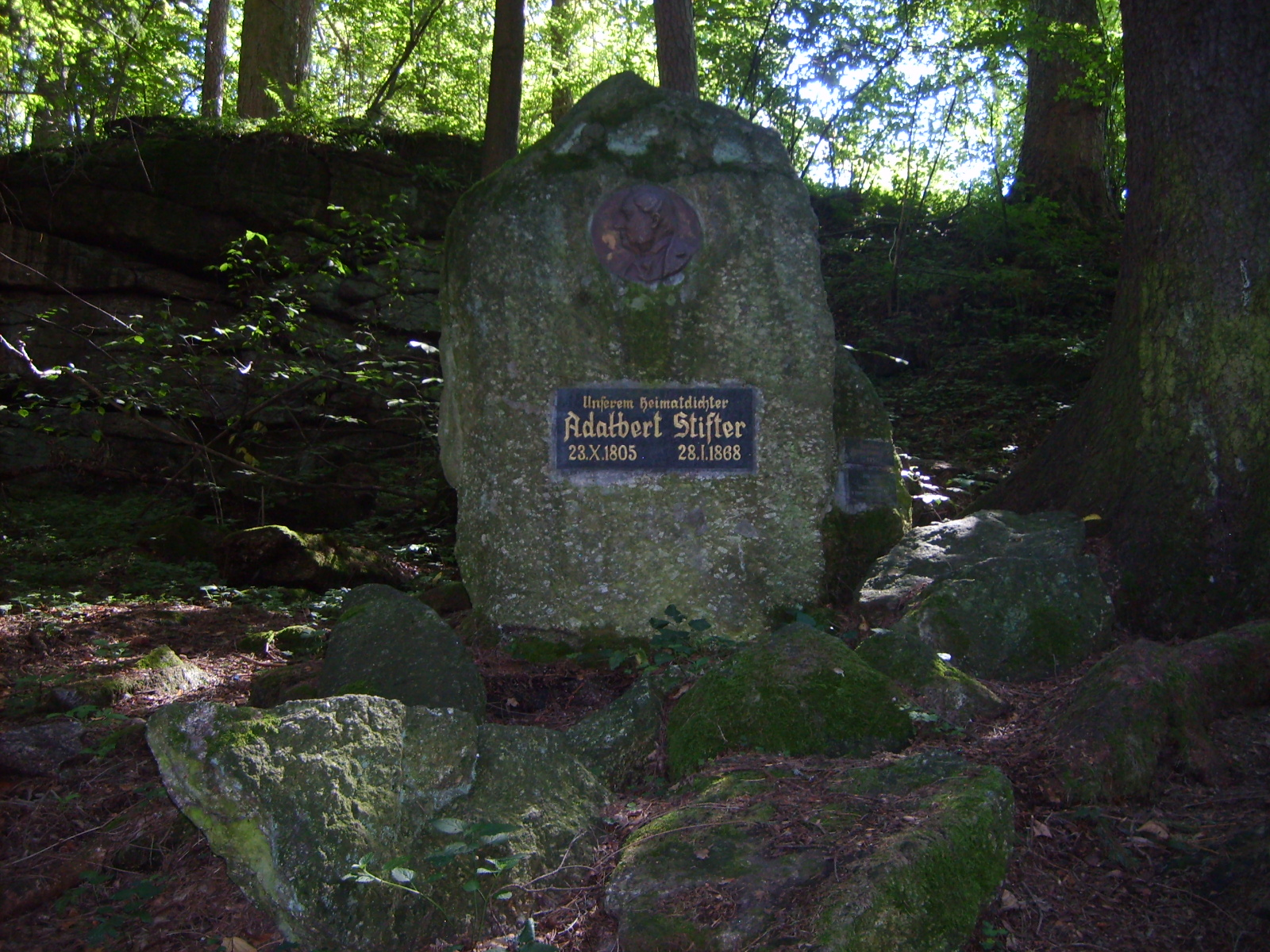
Pomník spisovateli Adalbertu Stifterovi v údolí Černé

- Josef Gangl, rakouský herec, básník a spisovatel
- Fritz Huemer-Kreiner, spisovatel a básník